# Kolorystyka (plastyka)
Kolorystyka, chromatyka, koloryt, gama barwna (wł. colorito – kolor, coloratura - zabarwienie; łac. coloratus - kolorowy) – w sztukach plastycznych dominacja lub specyficzne zestawienie  barw, charakterystyczne dla danej kompozycji malarskiej, nadające ogólny ton dziełu sztuki, będące pewną całością estetyczną, stanowiące najistotniejszy element rozwiązania kolorystycznego dzieła.  
Rozróżnia się dwa główne typy rozwiązań kolorystycznych:
- działanie stonowaną, zharmonizowaną gamą
- wykorzystanie i podkreślenie kontrastów

Maksymalne stonowanie i ujednolicenie gamy barwnej nazywamy monochromatyzmem.
Zestawienia kontrastowe mogą być łagodne lub agresywne. Rozróżniamy następujące rodzaje kontrastów:
- kontrast jasności
- kontrast tonów
- kontrast nasycenia
- kontrast kolorów wstępujących i występujących
- kontrast równoczesny
- kontrast następczy[1]

W zależności od rodzaju i ilości użytych barw rozróżnia się dwa koloryty:
- ciepły (kolory zmierzające do żółcieni, głównie czerwono-oranżowo-żółte)
- zimny (kolory zmierzające do błękitu, głównie błękitno-zielono-fioletowe)

Ciepłe kolory przyspieszają krążenie krwi i powodują wzrost temperatury ciała patrzącego (zimne kolory odwrotnie). Barwy ciepłe i nasycone działają na ludzi aktywnych podniecająco, osobom pasywnym poprawiają samopoczucie. Barwy chłodne pomagają w koncentracji i powściągają emocje, ale także demobilizują. Cechy te są częstokroć wykorzystywane w marketingu, podczas tworzenia reklam i przygotowywania tła przemówień publicznych.
Plamę barwną, od której zależą inne barwy w obrazie, nazywamy dominantą kolorystyczną.